# Anykščiai
Anykščiai( escoltar (?·pàg.); és una ciutat, i la seva capital, del districte municipal d'Anykščiai situada al comtat d'Utena (Lituània). La ciutat es troba a la confluència dels dos rius Šventoji i Anykšta que li va donar el seu nom a la ciutat.
La ciutat compta amb dues pistes d'esquí. Les pistes són d'uns 250 metres de longitud i un desnivell d'uns quaranta metres. També existeixen rutes d'esquí de fons de 3 a 5 km.

## Galeria

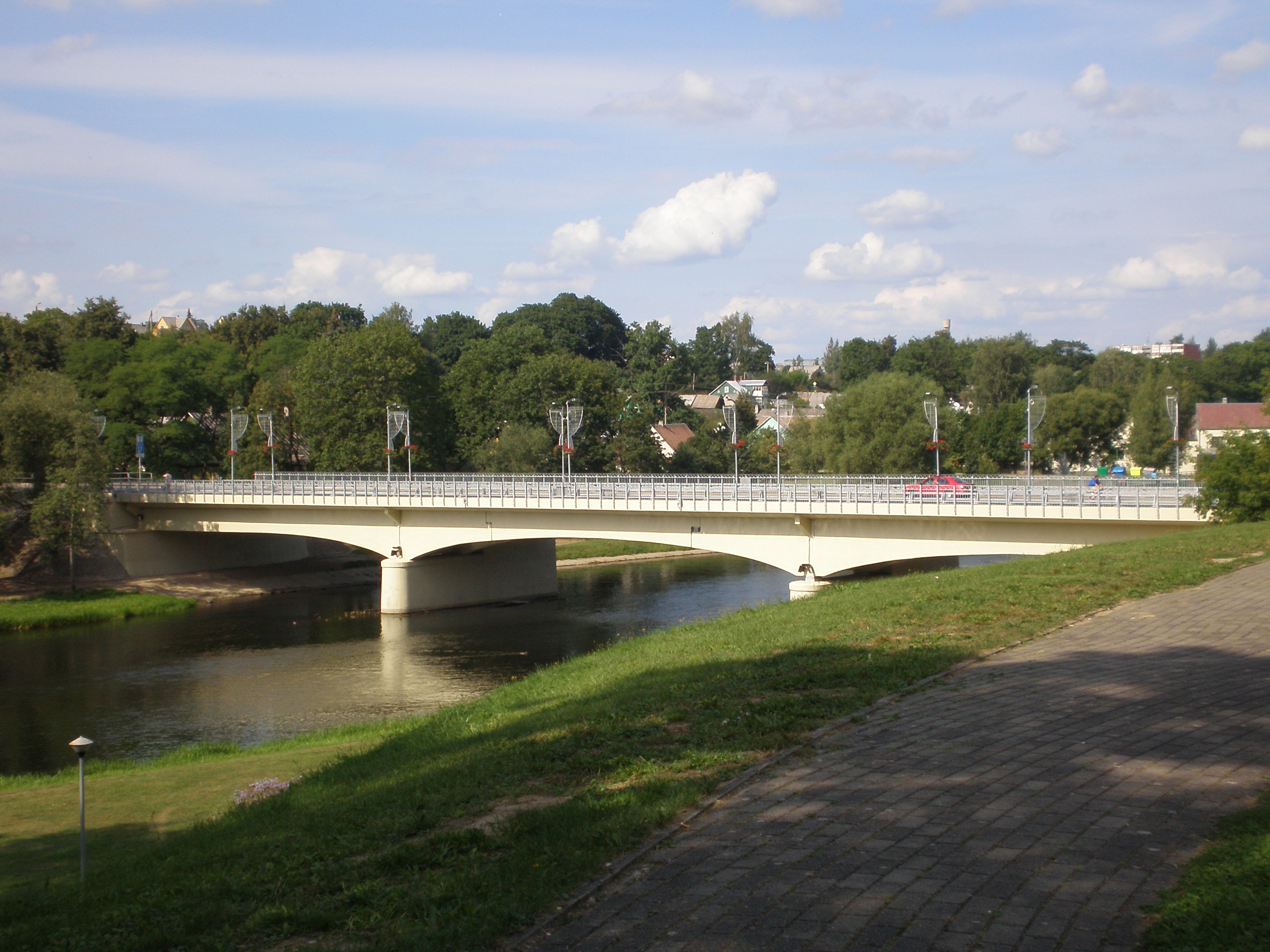
Pont d'Anykščiai
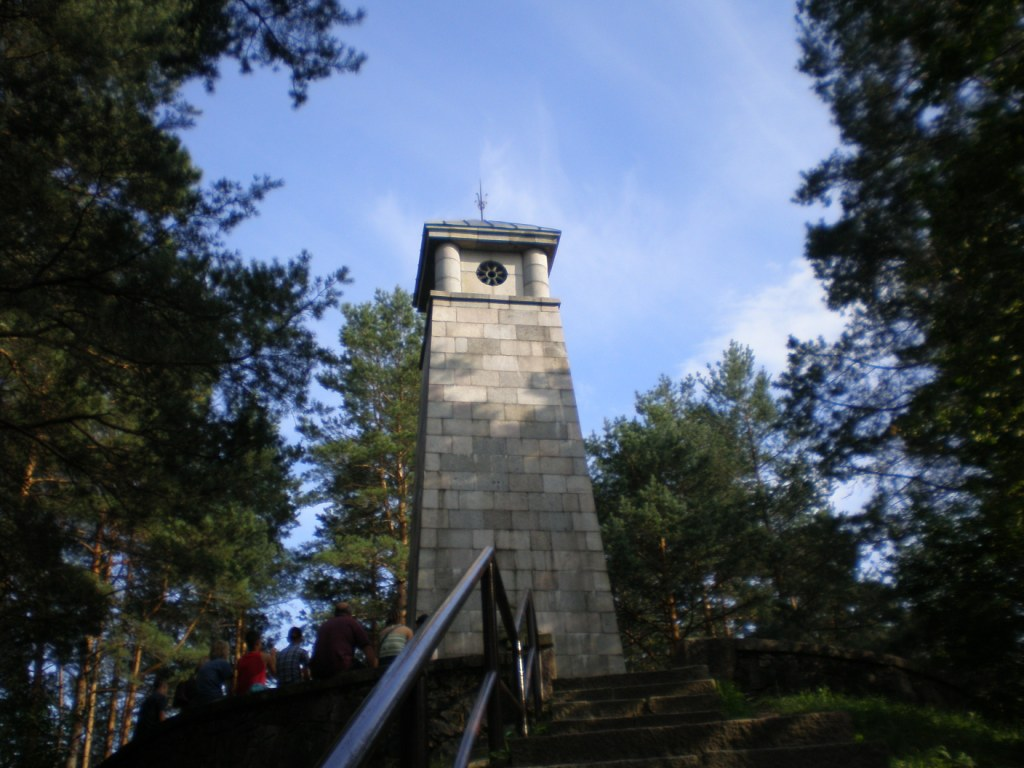
La tombe de Jonas Biliūnas
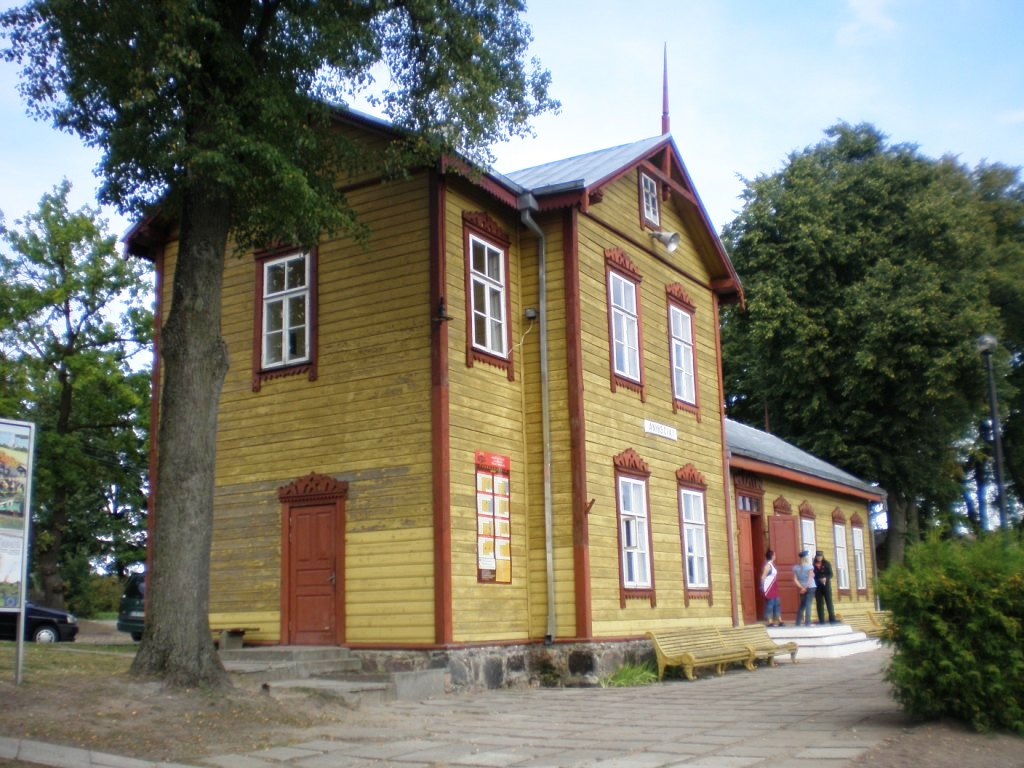
L'estació